# Diogo (książę Viseu)
Diogo, książę Viseu – drugi syn Ferdynanda, księcia Viseu i jego żony Beatrycze.
W 1472 roku zmarł bezpotomnie jego starszy brat Jan, dzięki czemu Diogo przejął wszystkie jego tytuły i posiadłości, stając się Trzecim Księciem Beja i Czwartym Księciem Viseu.
Był znaną osobistością na dworze swojego kuzyna króla Jana II. Razem z księciem Braganza, był głównym celem polityki centralizacji króla, chcącego zmniejszyć rolę arystokracji, która zyskała wysokie poparcie za panowania jego ojca króla Alfonsa V.
Pierwszą ofiarą był mąż jego siostry Izabeli, Ferdynand, książę Braganza, który został uwięziony, osądzony i stracony w Évorze. Diogo postanowił wydać swoją siostrę Eleonorę za króla, licząc na to, że ocali w ten sposób swoje życie. Mimo to został zgładzony przez Jana II.
Po śmierci księcia, król wezwał jego młodszego brata Manuela i po pokazaniu mu ciała brata, ogłosił go następcą tronu, dzięki czemu Manuel odziedziczył wszystkie tytuły i posiadłości brata.
Diogo nie miał żony, lecz w młodości odwiedził Królestwo Kastylii-Leónu, gdzie zakochał się w Leonor de Sotomaior (prawnuczce króla Portugalii Piotra I). Miał z nią syna, Alfonsa.